# Piętno wilkołaka
Piętno wilkołaka (tytuł oryg. DarkWolf, pol. tytuł video Dark Wolf) – amerykański horror filmowy z 2003 roku, wyreżyserowany przez Richarda Friedmana, wydany z przeznaczeniem użytku domowego (bez dystrybucji kinowej).
Film charakteryzuje się bardzo słabymi efektami specjalnymi oraz homoerotycznym wydźwiękiem.
W Polsce projekt wydano na rynku video w formie „rental” (możliwość czasowego nabycia w wypożyczalni VHS), nakładem Imperialu w lipcu 2004 roku. Wyemitowały go także stacje telewizyjne − Canal+ w sierpniu 2005 oraz TV4 w maju 2010.

## Fabuła
Detektywi Steve Turley i Lance Hartigan zatrzymują mężczyznę, który urządza burdy w barze. Kiedy wschodzi księżyc, przemienia się on w wilkołaka. Zabija Hartigana i ucieka. Turley rusza w pogoń za bestią razem z młodą policjantką. Próbuje wytropić krwiożercze monstrum, a dodatkową motywacją do jego schwytania jest chęć pomszczenia śmierci partnera. Wilkołak przeczesuje tymczasem ulice miasta, poszukując studentki Josie, która − choć nieświadoma − należy do jego rasy.

## Obsada
- Ryan Alosio − detektyw Steve Turley
- Samaire Armstrong − Josie Pagano
- Andrea Bogart − Stacey
- Beau Clark − Wayne
- Alexis Cruz − Miguel
- Sasha Craig (w czołówce jako Sasha Williams) − Anna
- Aaron Van Wagner − Tom
- Jaime Bergman − det. McGowan
- Steven Williams (w czołówce jako Stephen Williams) − det. Lance Hartigan
- Tippi Hedren − Mary
- Kane Hodder − Motocyklista/Wilkołak